# Sequoiadendron giganteum

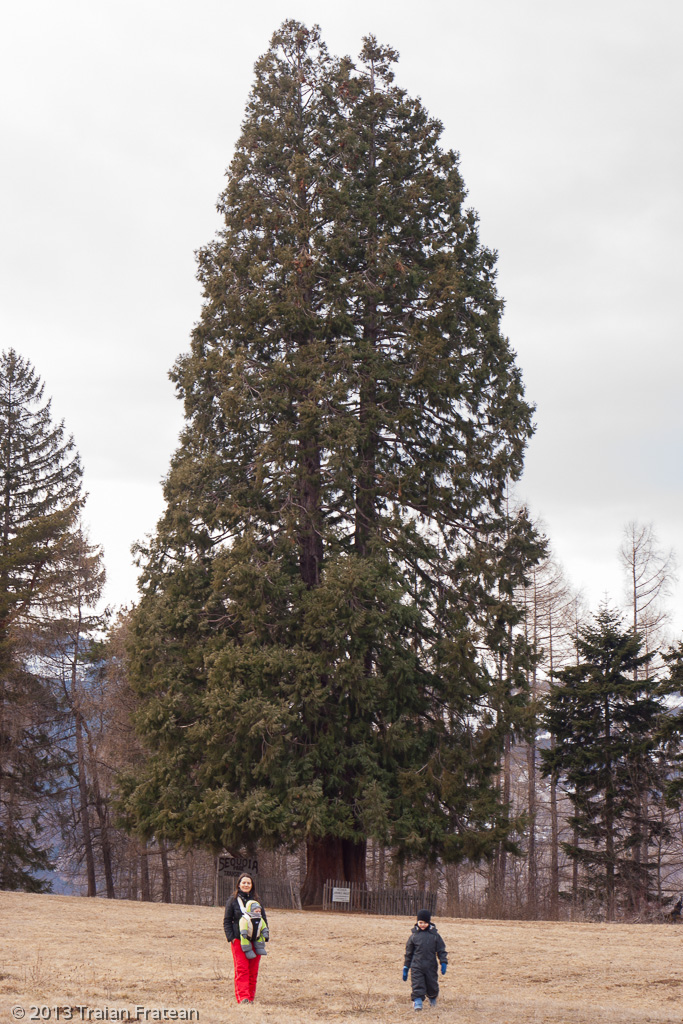
Sequoia

Sequoia gigantică este numele arborilor din genul Sequoiadendron, din familia Taxodiaceae.

## Sequoiadendron giganteum în România
O sequoia gigantică din Apuseni, comuna Sacuieu, CLUJ plantat de un agronom pe nume Gaal.Acesta a plantat în zonă foarte mulți arbori pentru a reface terenurile degradate dar și pentru a reface versanții golași ce străjuiau localitatea.El a plantat mai multe specii rare pe teritoriul Romaniei, printre care: Laricele, Pinul Negru dar și un Sequoia adus din Statele Unite ale Americii. Acesta s-a aclimatizat foarte bine pe dealul Secuieului cunoscut sub numele de dealul D-lui. Coroana sa are peste 30m.